# Muqadasa Ahmadzai
Muqadasa Ahmadzai (né en 1992-1993) est un militante sociale, femme politique et poètesse afghan qui s'est présenté aux élections législatives afghanes de 2018. Elle est récipiendaire d'un N-Peace Award (en) et a été nommée l'une des 100 femmes de la BBC en 2021.

## Biographie
Ahmadzai avait 24 ans en 2017. Elle est une militante sociale et poète de Nangarhar , en Afghanistan,. Initialement, sa famille s'est opposée à son activisme et elle a enduré des châtiments corporels lorsqu'ils ont découvert ses activités. Alors qu'elle était adolescente, elle a publié un livre de poésie, et c'est l'appréciation de son oncle qui a changé l'opinion de sa famille sur son travail.
Ancienne membre et vice-présidente du Parlement de la jeunesse afghane (en), pendant la pandémie de COVID-19, elle a travaillé pour soutenir les femmes et les communautés contre la désinformation. Elle a été l'une des fondatrices du Conseil national de la jeunesse en Afghanistan. Elle a représenté les voix des femmes afghanes dans le cadre des dialogues de paix en Afghanistan et au Pakistan. Aux côtés d'autres femmes, elle a lancé une campagne de peinture murale avec des messages sur les droits des femmes à Jalalabad. Elle a également créé un réseau de 400 femmes qui ont parcouru le pays, y compris dans les zones alors contrôlées par les talibans, auprès des femmes qui avaient survécu à la violence domestique. Elle est fondatrice et directrice de l'association Kor, qui vise à sensibiliser aux droits des femmes en Afghanistan.
En 2018, elle s'est présentée aux élections au parlement afghan.

## Récompenses
Ahmadzai a reçu le prix N-Peace (en), décerné par le Programme des Nations Unies pour le développement. Elle a été nommée l'une des 100 femmes de la BBC en 2021.